# Kashima Antlers
Kashima Antlers (鹿島アントラーズ Kashima Antorāzu) là một câu lạc bộ bóng đá chuyên nghiệp có trụ sở tại Kashima, Ibaraki, Nhật Bản. Hiện tại, họ thi đấu tại J1 League, hạng đấu hàng đầu của bóng đá chuyên nghiệp Nhật Bản. Câu lạc bộ được hỗ trợ tài chính từ Mercari, một công ty thương mại điện tử của Nhật Bản.
Kể từ khi J.League được thành lập và giới thiệu bóng đá chuyên nghiệp Nhật Bản vào năm 1993, Kashima đã chứng tỏ mình là câu lạc bộ bóng đá thành công nhất của Nhật Bản về số lượng danh hiệu, với kỷ lục tám lần đoạt chức vô địch J.League, sáu lần đoạt Cúp J.League và năm lần đoạt Cúp Hoàng đế, tổng cộng là mười chín danh hiệu quốc nội lớn chưa từng có. Kashima cũng đã giành chức vô địch châu Á lần đầu tiên và gần đây nhất khi đăng quang tại AFC Champions League vào năm 2018.
Kashima cũng là một trong hai câu lạc bộ duy nhất (khác là Yokohama F. Marinos) đã tham gia vào giải bóng đá chuyên nghiệp hàng đầu Nhật Bản từ khi thành lập cho đến nay.

## Lịch sử

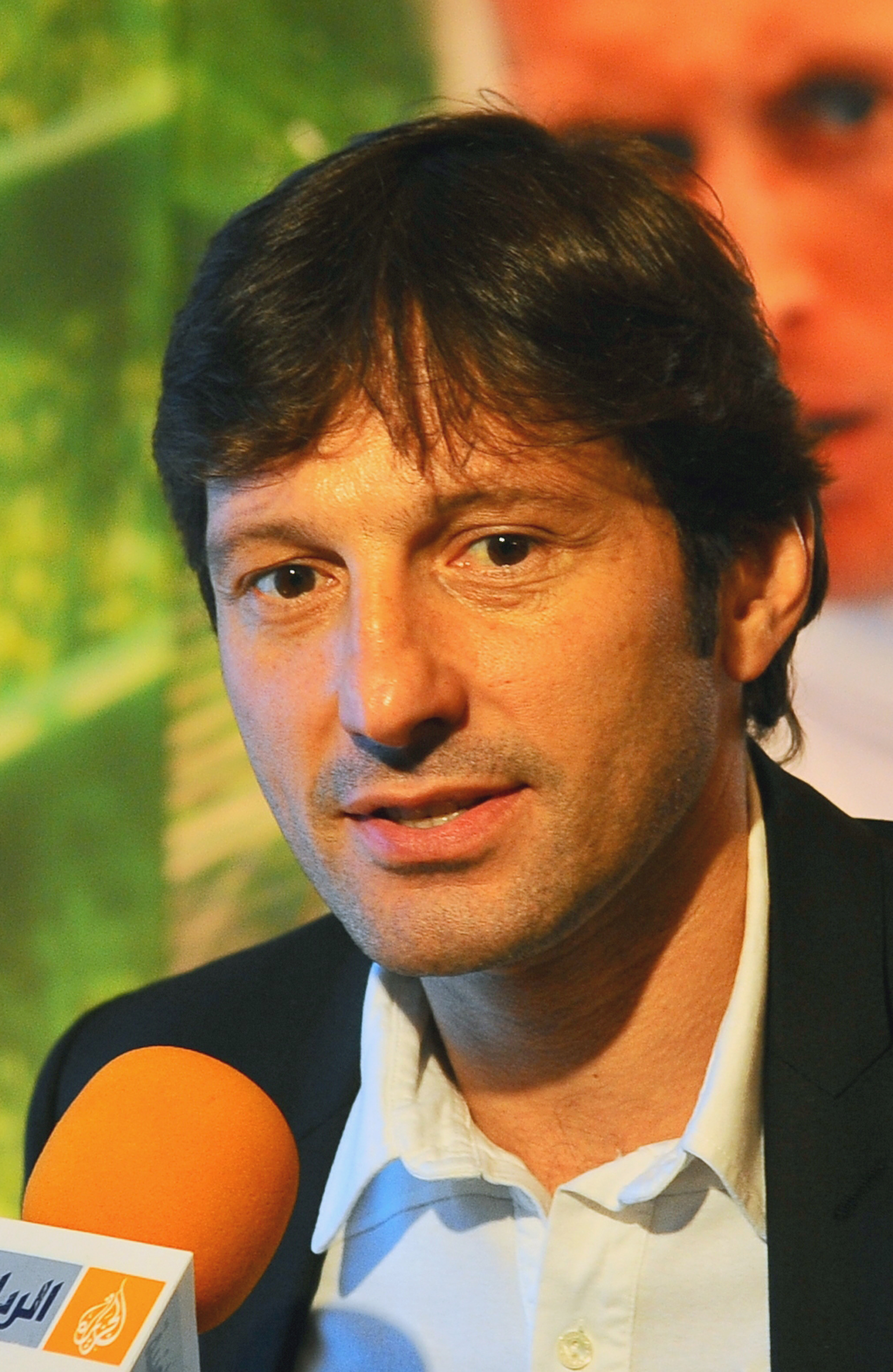
Leonardo Araújo thi đấu cho Kashima từ năm 1994 đến năm 1996.

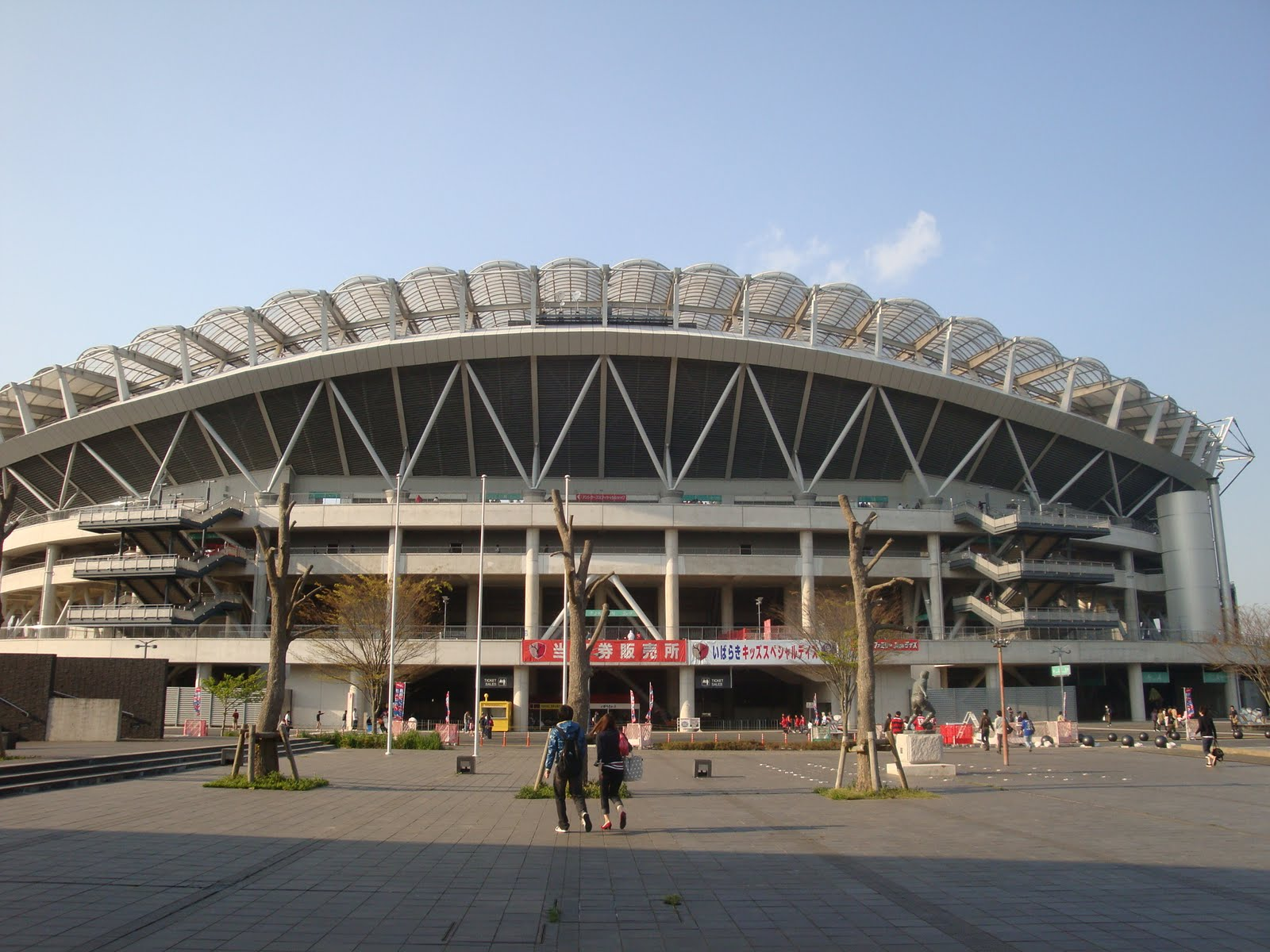
Bên ngoài Kashima Soccer Stadium

### Đội hình hiện tại

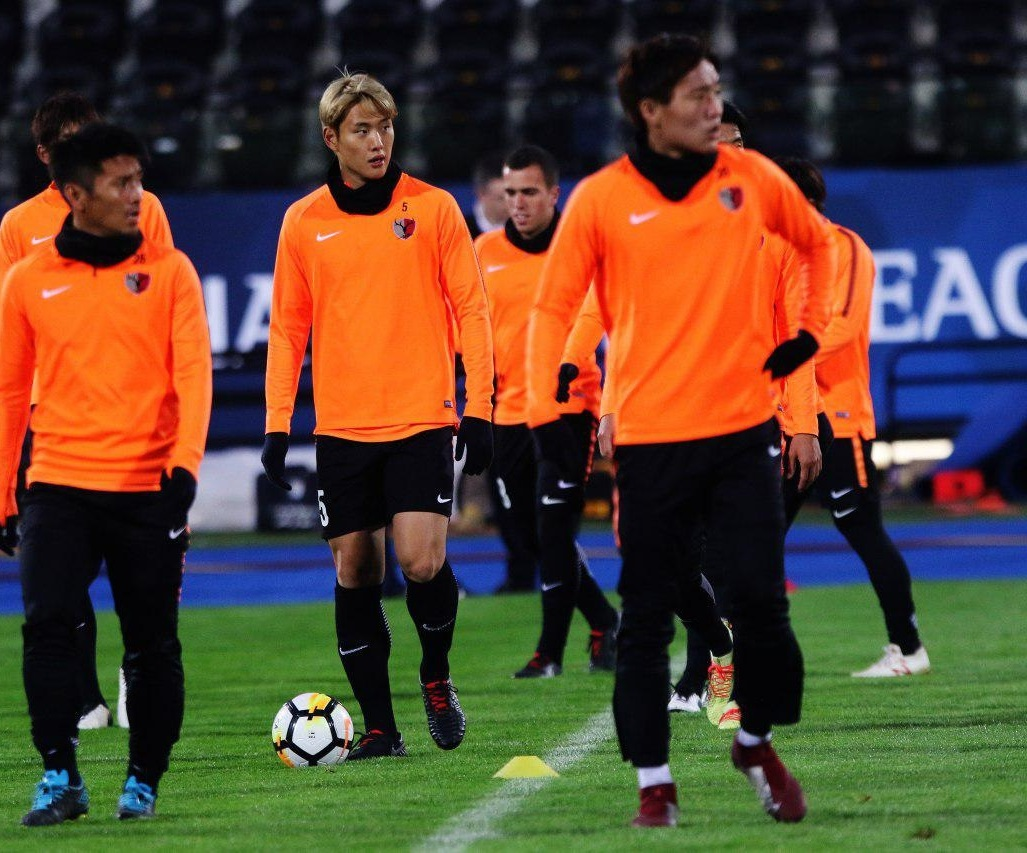
Các cầu thủ Kashima tập luyện tại Azadi Stadium